# Nicole Regnier
Nicole Regnier (Cali, Colombia; 28 de febrero de 1995) es una exfutbolista profesional colombiana de ascendencia belga e italiana. 
Nació el 28 de febrero de 1995 en Cali; Valle del Cauca. A pesar de ser colombiana, tiene ascendencia belga por su abuelo paterno e italiana por su abuela materna.
En Cali fue donde se uniría a su primer club de fútbol llamado Club Deportivo Atlas, fundado por la exjugadora colombiana Carolina Pineda, quien además también ejercía de entrenadora del equipo. Nicole comenzó a destacarse en este combinado por sus buenas actuaciones y por su crecimiento futbolístico, lo que le valió para ser llamada a la Selección del Valle del Cauca.

### Atlético de Madrid Féminas B
En el verano de 2013, Nicole hizo pruebas para pasar al Atlético de Madrid Féminas B, luego de las pruebas sorprendería a los entrenadores del equipo y sería presentada el 30 de octubre de 2014 como nueva jugadora del club. El 3 de noviembre de 2014, debutaría oficialmente con el Atlético Madrid Féminas B en la victoria 6-0 frente al Daimiel, entrando en el segundo tiempo y jugando 30 minutos.

### Rayo Vallecano de Madrid (femenino)
En julio de 2015 se confirmó que Nicole no seguiría en el Atlético debido a que los dirigentes de este equipo decidieron no darle más continuidad. El 31 de julio el Rayo Vallecano de Madrid dio a conocer su fichaje por la colombiana, quien se integraría al equipo el 3 de agosto para jugar la pretemporada.

### América de Cali (femenino)
En octubre de 2016 ficha por el América de Cali junto a su compañera de Selección Olímpica de Colombia, Catalina Usme, para su equipo femenino, el equipo rojo se refuerza para el inicio de la liga femenina profesional en Colombia que comenzó en el 2017.
Lamentablemente, la jugadora sufriría una lesión que la alejaría de las canchas impidiendo su debut en el inicio de la liga femenina; lograría recuperarse en menos de dos meses de la fractura de tibia posterior que sufrió el 11 de febrero del 2017. En su regreso a las canchas la jugadora anotaría a los 21 minutos de la primera mitad en la victoria de su equipo 5-0 frente al deportivo Pereira. 
Su equipo lograría clasificarse como uno de los mejores terceros, obteniendo 19 puntos producto de 5 victorias, 4 empates y una derrota. Terminaría su participación cayendo contra Santa Fe en cuartos de final: en Cali el club escarlata perdió por un marcador de 2-1 y empató en la capital por un marcador de 1-1. Santa Fe sería quien se consagraría como campeón de esta primera edición de la liga profesional femenina colombiana. (Ver estadísticas del torneo en Liga Colombiana 2017)

### Junior de Barranquilla (femenino)
A principios del 2018 la deportista se une al equipo del Junior de Barranquilla hasta final de la temporada.

### Servette FC Chênois Féminin
El 10 de agosto de 2018 se oficializa la llegada de Nicole al equipo suizo Servette FC Chênois Féminin.

## Retiro
En julio de 2021 anunció su retiro del fútbol profesional para ser comentarista de la Liga Femenina en el canal Win Sports.
Luego de ello, en junio del 2022 ingresa a ESPN para formar parte del equipo de la división colombiana de la cadena.Demostrando su gran talento tanto en la cancha como comentarista. 

## Clubes
| Club                   | País     | Año         |
| ---------------------- | -------- | ----------- |
| C. D. Atlas            | Colombia | 2012 - 2013 |
| Atlético de Madrid     | España   | 2014 - 2015 |
| Rayo Vallecano         | España   | 2015 - 2016 |
| América de Cali        | Colombia | 2016 - 2017 |
| Junior de Barranquilla | Colombia | 2017 - 2018 |
| Servette FC Chênois    | Suiza    | 2018        |